# Lodovica Comello
Lodovica Comello, född 13 april 1990 i San Daniele del Friuli i Italien, är en italiensk sångare, skådespelare och dansare. Comello är mest känd för sin roll som Francesca Caviglia i Disney Channel-serien Violetta.

## Uppväxt och skådespelarkarriär
Lodovica Comello föddes och är uppvuxen i San Daniele del Friuli i Italien. Hon har en äldre syster som heter Ilaria.
Redan som liten hade hon stor passion för gitarr, sång och dans, och senare började hon ta kurser på M.A.S (Music Arts & Show) mellan 2009 och 2011.
Under tiden på M.A.S fick Comello höra att det söktes en italiensk skådespelare till den nya argentinska serien Violetta. Hon kunde inte spanska men skrev en monolog som hon framförde på audition, och fick rollen som Francesca (Violettas bästa vän och klasskamrat). Comello flyttade till Argentina i mitten av 2011 och lärde sig spanska snabbt. I november 2012 spelade hon in Violetta 2 i Argentina och Spanien; filmen hade premiär 29 april 2013. Efter några månader i Italien flyttade Comello tillbaka till Argentina för att spela in Violetta 3; inspelningen började i mars 2014 och slutade i november samma år. I augusti 2016 berättade hon att hon fått rollen som Valentina i den italienska komedifilmen Poveri ma ricchi som spelades in i både Rom och Milano. Filmen hade premiär i Italien 15 december 2016.

## Musikkarriär
Lodovica Comello släppte sitt första album Universo i november 2013; på skivan sjöng hon en cover på låten I Only Want To Be With You. Hon släppte en musikvideo på sin officiella VEVO-kanal 5 september 2014. Albumets andra singel var Otro día más; musikvideon till den spelades in i Barcelona. Comellos andra album, Mariposa, släpptes 3 februari 2015 i Italien. På skivan sjunger hon på italienska, spanska och engelska. Hon följde inte med på Violetta tour under 2015, utan valde att fokusera på sin solokarriär och hade sin egen World Tour där hon bland annat uppträdde i Spanien, Polen, Italien och Frankrike.
I maj 2016 släppte hon singeln Non cadiamo mai, som ingick i hennes tredje album som gavs ut 2017. Den 12 december 2016 berättade Comello att hon skulle delta i Sanremo 2017, där vinnaren får representera Italien i Eurovision Song Contest. Hon deltog med låten Il cielo non mi basta och slutade på en 12:e plats. Musikvideon till låten släpptes 8 februari 2017 och under 5 dagar fick musikvideon över 1 miljon visningar. Musikvideon var regisserad av hennes man Tomas Goldschmidt.

## Självbiografi och programledare
Lodovica Comello släppte en självbiografi 2 april 2015 med titeln Tutti il resto non conta; boken översattes också till polska. I september 2015 blev Comello officiellt den nya programledaren för Italia's Got Talent, och hon blev även programledare för programmet Singing In The Car. I december 2016 var hon programledare för Kids Got Talent.

## Privatliv
Lodovica Comello pratar flytande italienska, spanska och engelska. Hon bodde i Buenos Aires i 3 år medan hon spelade in Violetta, men flyttade tillbaka till Milano när Violetta 3 slutade. 2012 mötte hon den argentinska TV-producenten Tomas Goldschmidt under uppsättningen av Violetta. De gifte sig den 1 april 2015 i en liten borgerlig ceremoni i hennes hemstad San Daniele del Friuli.